# Tom Shippey
Thomas Alan Shippey (ur. 9 września 1943 w Kolkacie) – brytyjski literaturoznawca i krytyk literacki zajmujący się literaturą średniowiecza, współczesną fantastyką, a w szczególności twórczością J.R.R. Tolkiena. Wykładał na uniwersytetach w Cambridge i Leeds oraz na Saint Louis University.

## Publikacje
- Old English Verse (London: Hutchinson's, 1972)
- Poems of Wisdom and Learning in Old English (Cambridge: D.S. Brewer, Ltd., 1976; 2nd ed., 1977)
- Beowulf. Arnold's Studies in English Literature series (London, 1978)
- The Road to Middle-earth (London: George Allen & Unwin, 1982; Boston: Houghton Mifflin, 1983), 2nd ed. (London: Harper Collins, 1993), also Revised and Expanded edition (Boston: Houghton Mifflin, 2003); wydanie polskie: Droga do Śródziemia, tłum. Joanna Kokot, Poznań: Zysk i S-ka, 2001
- J.R.R. Tolkien: Author of the Century (London: Harper Collins, 2000; Houghton Mifflin, Boston, 2001); wydanie polskie: J.R.R. Tolkien. Pisarz stulecia, tłum. Joanna Kokot, Poznań: Zyski i S-ka, 2004
- Roots and Branches: Selected Papers on Tolkien (Zurich and Berne: Walking Tree Publishers, Cormarë Series 11, 2007, ISBN 978-3-905703-05-4)